# بانغور سيتي
نادي بانغور سيتي لكرة القدم (بالويلزية: Clwb Pêl-droed Dinas Bangor) هو نادي كرة قدم ويلزي، تأسس سنة 1876.

## وصلات خارجية
- الموقع الرسمي